# كيفن بينيتيز
كيفن بينيتيز (بالإسبانية: Kevin Benítez)‏ هو لاعب كرة قدم كولومبي في مركز الهجوم، ولد في 30 سبتمبر 1994 في مدينة كالي في كولومبيا. لعب مع Universitario Popayán ‏.

## وصلات خارجية
- كيفن بينيتيز على موقع قاعدة بيانات كرة القدم.إي يو (الإنجليزية)
- كيفن بينيتيز على موقع Soccerway.com (الإنجليزية)
- كيفن بينيتيز على موقع AS.com (الإسبانية)